# Tronenko Rostyslav Volodymyrovych
Rostyslav (patronimico Volodymyrovych) TRONENKO (⁣22 de março de 1962) — diplomata ucraniano, Embaixador Extraordinário e Plenipotenciário da Ucrânia na República de Moçambique.

## Biografia
Nasceu em 22 de março de 1962 na cidade de Sumy , Ucrânia. 
Em 1984, licenciou-se pela Universidade Estadual de Kyiv Taras Shevchenko.
Em 2006 concluiu o mestrado em Relações Internacionais na Academia Diplomática do Ministério dos Negócios Estrangeiros da Ucrânia . 
Fala ucraniano, espanhol, português, inglês.
Em 1994-1997 — Chefe do Secretariado do Ministro dos Negócios Estrangeiros da Ucrânia.
Em 1997-1999 — Representante Permanente Adjunto da Ucrânia junto a Organizações Internacionais em Viena.
Em 1999-2001 — Conselheiro-Enviado da Embaixada da Ucrânia na República Federativa do Brasil.
Em 2001- 2003 — Diretor da Terceira Direção Territorial do Ministério dos Negócios Estrangeiros da Ucrânia.
Em 2003-2005 — Chefe do Departamento de Pessoal do Ministério dos Negócios Estrangeiros da Ucrânia.
De 19 de dezembro de 2005  a 12 de maio de 2010 — Embaixador Extraordinário e Plenipotenciário da Ucrânia em Portugal. 
Em 2007 — membro da Delegação oficial da Ucrânia na Cimeira "Ucrânia - União Europeia". 
Em 2010-2012 — Diretor da Segunda Divisão Territorial do Ministério dos Negócios Estrangeiros da Ucrânia. 
Em 2011 - membro da Delegação da Ucrânia na 66.ª sessão da Assembleia Geral da ONU.
De 24 de março de 2012  a 6 de outubro de 2021 — Embaixador Extraordinário e Plenipotenciário da Ucrânia na República Federativa do Brasil.
Em 2012 — membro da Delegação da Ucrânia na Conferência das Nações Unidas sobre Desenvolvimento Sustentável. 
Com início em 8 de janeiro de 2025 — Embaixador Extraordinário e Plenipotenciário da Ucrânia na República de Moçambique.

## Família
Casado com Fabiana Tronenko, tem uma filha, Mariana.